# Bob & Carol & Ted & Alice (Fernsehserie)
Bob & Carol & Ted & Alice ist eine US-amerikanische Sitcom, die auf dem gleichnamigen Film von Paul Mazursky basiert. Produziert wurde die kurzlebige Fernsehserie von Screen Gems für den US-Sender ABC. Darsteller waren Anita Gillette, Robert Urich, David Spielberg und Anne Archer. Die damals zehnjährige Jodie Foster trat als Tochter von Ted und Alice auf. Im Film hatten die beiden einen Sohn.
Da der Film eindeutige sexueller Natur war, wurde er mit R bewertet. Für die Serie musste der Inhalt entschärft werden und die Figuren waren deutlich schwächer. Die Serie wurde bereits nach sieben Episoden aus dem Programm genommen; die restlichen Episoden liefen erst 1984 beim Kabelsender USA Network.

## Episodenliste
| Nr. | Deutscher Titel | Originaltitel                          | Erstausstrahlung USA | Deutschsprachige Erstausstrahlung (—) | Regie          | Drehbuch                        |
| --- | --------------- | -------------------------------------- | -------------------- | ------------------------------------- | -------------- | ------------------------------- |
| 1   | —               | Can I Help It If She’s Crazy About Me? | 26. Sep. 1973        | —                                     | Rick Edelstein | David Lloyd                     |
| 2   | —               | Alice’s Wild Oat                       | 3. Okt. 1973         | —                                     | Rick Edelstein | Bernie Kahn                     |
| 3   | —               | Bob & Carol & Ted & Alice              | 10. Okt. 1973        | —                                     | Leo Penn       | Larry Tucker                    |
| 4   | —               | I’m Not Jealous, Only Curious          | 17. Okt. 1973        | —                                     | Rick Edelstein | James S. Henerson               |
| 5   | —               | Open Marriage, Closed Mind             | 24. Okt. 1973        | —                                     | Rick Edelstein | David Lloyd                     |
| 6   | —               | Nobody Wants to Talk About It          | 31. Okt. 1973        | —                                     | Rick Edelstein | Rick Mittleman                  |
| 7   | —               | The Bare Truth Hurts                   | 7. Nov. 1973         | —                                     | Rick Edelstein | Gene Thompson                   |
| 8   | —               | Such Good Friends                      | 1984                 | —                                     | Rick Edelstein | Karyl Miller                    |
| 9   | —               | Walk a Mile in My Clogs                | 1984                 | —                                     | Rick Edelstein | Ron Friedman                    |
| 10  | —               | Double, Double, Doyle & Trouble        | 1984                 | —                                     | Rick Edelstein | David Lloyd                     |
| 11  | —               | Inadmissible Evidence                  | 1984                 | —                                     | Rick Edelstein | George Atkins                   |
| 12  | —               | My Butcher Is a Thief                  | 1984                 | —                                     | Rick Edelstein | Michael Weinberger & James Ritz |